# إيفيلين إليس
إيفيلين إليس (بالإنجليزية: Evelyn Ellis)‏ هي ممثلة أمريكية، ولدت في 2 فبراير 1894 في بوسطن في الولايات المتحدة، وتوفيت في 5 يونيو 1958 في سارانك ليك في الولايات المتحدة.

## أعمال

### أفلام
- (1955) اللحن المقطوع

## وصلات خارجية
- إيفيلين إليس على موقع IMDb (الإنجليزية)
- إيفيلين إليس على موقع أول موفي (الإنجليزية)
- إيفيلين إليس على موقع قاعدة بيانات برودواي على الإنترنت (الإنجليزية)
- إيفيلين إليس على موقع قاعدة بيانات الأفلام السويدية (السويدية)
- إيفيلين إليس على موقع قاعدة بيانات الفيلم (الإنجليزية)
- إيفيلين إليس على موقع كينوبويسك (الروسية)